# Lenguas bereberes orientales
Las lenguas bereberes orientales son un subgrupo de las lenguas bereberes, habladas en partes de Libia y Egipto. Las lenguas clasificables como bereberes orientales son el nafusi, el sawknah, el siwi, el awjila y el ghadamés (Ethnologue clasifica la primera y la última como lenguas zenati).

## Clasificación
La posición de las lenguas bereberes orientales dentro de las lenguas bereberes resulta difícil. Para algunos autores constituyen una rama primaria diferenciada de las otras ramas. Sin embargo, desde el punto de vista de la similitud léxica podrían formar junto con algunas las lenguas zenatas más orientales un grupo coordinado con dentro del bereber septentrional.

### Clasificación interna
La clasificación interna también ha sido discutida. Ethnologue clasifica como lenguas orientales solo tres lenguas: el sawknah (sokna, foqaha), el awjilah y el siwi o siwa. Considerando que las dos primera forman un grupo. Sin embargo, la conservación del fonema /*β/ del protobereber en ghadamès y awjila apunta a que la clasificación de Ethnologue no es correcta.
Una clasificación mejor fundamentada considera que el grupo oriental estaría constituido por dos subgrupos:
- Idioma ghadamés-idioma awjila (β-Bereber). Estas dos lenguas son las únicas lenguas bereberes que conservan el fonema protobereber /*β/ como /β/[3] que en el resto del bereber desaparece o pasa a h.
- Idioma siwi–idioma sawknah–idioma nafusi. Este grupo comparte algunas innovaciones con las lenguas zenatas, y otros (e.g. el cambio de *ă a ə[4] y la pérdida de *β[3]) con las lenguas bereberes septentrionales.